# Давыд Ростиславич
Давыд Ростиславич (1140 — 23 апреля 1197) — князь смоленский (1180—1197), четвёртый из сыновей Ростислава Мстиславича, великого князя киевского.

## Биография
Родился Давыд в Смоленске, в 1140 году в семье Ростислава Мстиславича, князя Смоленского. Отправляясь из Смоленска в Киев, Ростислав послал своего сына Давыда в 1154 году в Новгород, но новгородцы в январе же следующего года прогнали его от себя. В 1157 году он снова появляется в Новгороде вместе с братом Святославом и затем после похода на родственников полоцкого князя Рогволода Борисовича, занимает престол в Торжке (1158 год). Но и отсюда, по требованию новгородцев, Давыд был отправлен в Смоленск братом его Святославом (1160 год). В 1165 году он занял витебский престол, но в следующем же году уступил его изгнанному из Полоцка Всеславу Васильковичу.
При вокняжении в 1167 году в Киеве Мстислава Изяславича Давыд получил в удел Вышгород. Давыд участвовал в следующем году на съезде князей в Киеве, где решено было идти на половцев, но почему-то он отказался от участия. Мстислав попытался лишить Ростиславичей киевских уделов, и Давыд 1169 году участвовал во взятии Киева войсками Андрея Боголюбского. По отбытии последних, на Давыда напал Мстислав, но тот отсиделся в своем Вышгороде и затем сжег город Михайлов, последнее убежище Мстиславова племянника Василька Ярополковича (1170 год).

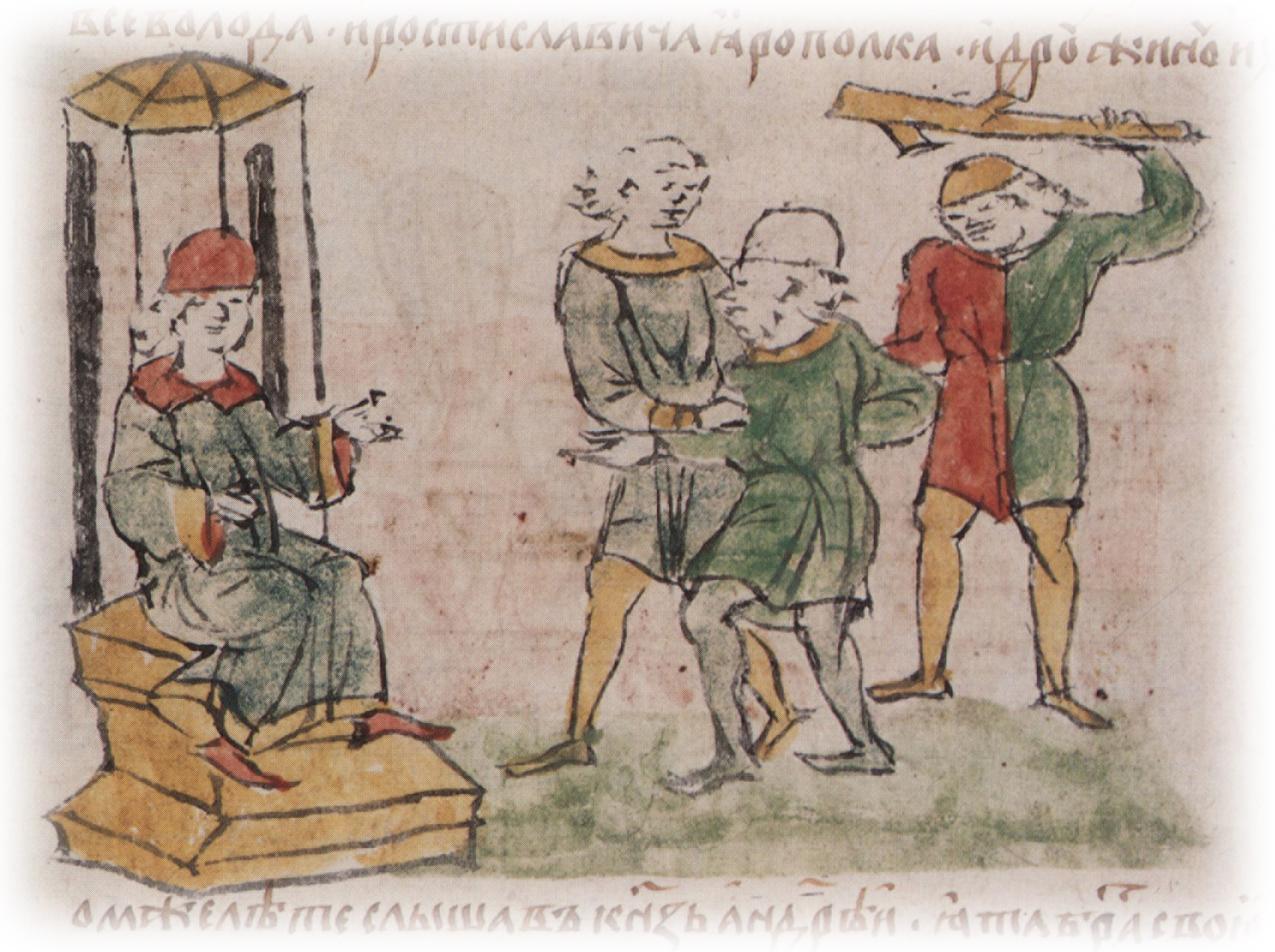
Захват Всеволода Юрьевича в Киеве Давыдом Ростиславичем

В 1171 году Давыд принимал деятельное участие в посажении на киевском столе Владимира Мстиславича, князя дорогобужского, а в следующем году своего брата, Рюрика. Так как последние действия Давыда шли вразрез с желаниями Андрея Боголюбского, отправившего в Киев своего брата Михаила, то он и предложил младшим Ростиславичам удалиться в Берладскую землю между реками Днестр и Дунай. Послу Андрея была обрита борода, и он послал под Вышгород войско почти из всех русских княжеств, которое, впрочем, после девятинедельной осады города было разбито Ростиславичами, галичанами и волынцами (1173 год).
В 1175 году Давыд вместе с Олегом Святославичем, князем северским, воевал область черниговскую и в следующем году потерпел поражение от половцев у Ростовца. Автор «Слова о полку Игореве» напоминает Давыду и его брату Рюрику о тех событиях: «не ваю ли вои злачёными шеломы по крови плаваша?». Святослав Всеволодович Черниговский требовал, чтобы Давыд, как виновный в поражении, был лишён удела в Киевском княжестве. Давыд некоторое время пробыл в Белгороде и по смерти брата Романа вокняжился в Смоленске (1180 год). Всё его семнадцатилетнее княжение здесь прошло, с одной стороны, в беспрерывной борьбе со смоленским вечем, причем дело не раз доходило до серьёзных восстаний, гибельных по своим результатам для смольнян, и с другой — в частых войнах с соседними князьями и с половцами. Так в 1181 году Давыд ходил к Друцку против Ольговичей, в 1184 году — на половцев. В 1185 году, после поражения в степях Игоря Святославича Новгород-Северского, привёл свои войска на помощь южным князьям против вторгнувшихся под Переяславль и в Посемье половцев и расположился в Треполе на правобережье Днепра (на пути с левого берега реки через витичевский брод к Киеву). Отсутствие дальнейшего движения смоленских войск обычно трактуется исследователями как «измена Давыда». Когда Святослав и Рюрик форсировали Днепр южнее, на зарубинском броду, заходя в тыл осаждавшему Переяславль Кончаку, и тот спешно отступил, Давыд вернулся в Смоленск.

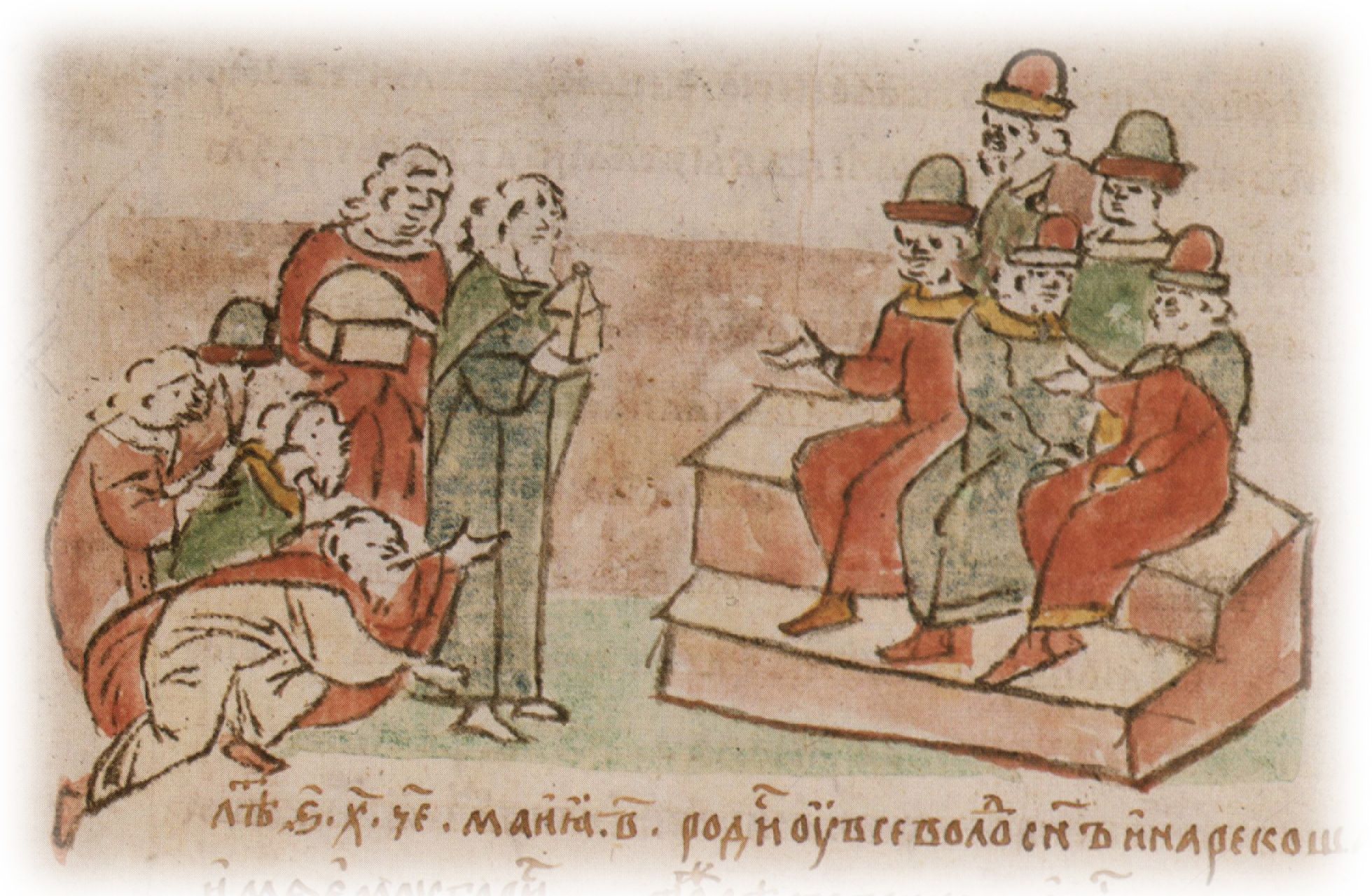
Переговоры о мире жителей Полоцка с Давыдом Ростиславичем Смоленским, Мстиславом Давыдовичем Новгородским, Васильком Володаревичем Логожским, Всеславом Васильевичем Друцким

В 1186 году Давыд в составе княжеской коалиции ходил на Полоцк, чтобы поддержать занявшего престол в 1184 году своего союзника князя Владимира в борьбе с полоцкой городской общиной.
Возможно, 11 августа 1191 года перенёс мощи святых Бориса и Глеба из Вышгорода в Борисоглебский монастырь на Смядыни в Смоленске(где и был убит в 1015 году Глеб), либо только пустые старые раки (гробы ветхие).
В 1196 году потерпел поражение от Ольговичей под Витебском.
Вначале Давыд был сторонником и даже поклонником Всеволода Большое Гнездо, по первому требованию его высылал свои войска, потом же заметил, что он был лишь орудием в руках Всеволода, что особенно обнаружилось при заключении последним в 1196 году мира с Ольговичами, и стал было готовиться к самостоятельному походу, но среди приготовлений скончался, приняв по обычаю того времени монашество.
Давыд Ростиславич умер 23 апреля 1197 года, после него смоленский престол занял Мстислав Романович Старый.

## В «Слове о полку Игореве»
Ты, храбрый Рюрик, и Давыд! Не ваши ли воины злачеными шлемами в крови плавали? Не ваша ли храбрая дружина рыкает, словно туры, раненные саблями калеными, в поле чужом? Вступите же, господа, в золотые стремена за обиду нашего времени, за землю Русскую, за раны Игоря, храброго Святославича!
О, печалиться Русской земле, вспоминая первые времена и первых князей! Того старого Владимира нельзя было пригвоздить к горам киевским; а ныне одни стяги Рюриковы, а другие — Давыдовы, и порознь их хоругви развеваются. Копья поют…

## Дети
- Мстислав-младший (Фёдор) (ум. 1187[9]), князь Вышгородский.
- Изяслав (между 1164 и 1170 — после 1185), участник похода на половцев 1184 года.
- Владимир (нач. 1170-х — после 1187)[10] — князь Вышгородский в 1187 году.
- дочь; муж: Глеб Владимирович (ум. 1219), князь Рязанский
- дочь[11]; муж: Василько Брячиславич (ум. ок. 1221), князь Витебский
- дочь; муж: Ростислав Святославич из минских князей
- Константин (1184/1192—1219), родоначальник князей Фоминских и Березуйских
- Мстислав-младший (Фёдор) (—1230),  князь Новгородский (1184—1187), князь Смоленский с 1219
- Ростислав[12][13]